# Blech (Herdabdeckung)
Das Blech (jiddisch בלעך), eine spezielle metallene Kochherd-Abdeckung, dient religiös-gesetzestreuen Juden, um  während der Sabbatruhe beim Warmhalten von Speisen die Regeln der Halacha einhalten zu können. Je nach Ausführung werden die Kochplatten oder zugleich auch die Regler des Herdes von einem Blech vollständig abgedeckt.
Orthodoxe Juden verrichten am Sabbat keine Tätigkeiten, die gemäß der Regelsammlung Halacha als Arbeit definiert sind. Die betreffenden Tätigkeitsbereiche sind in den 39 Melachot definiert. Zu vermeiden während des Feiertages ist es, ein Kochfeuer zu betreiben, Essen zuzubereiten oder einen Schalter zu betätigen. Erlaubt ist hingegen das Warmhalten vorgekochter Speisen. Dazu wird der Herd mit einer oder mehreren Platten eingeschaltet und anschließend mit dem Blech abgedeckt. Danach werden die Töpfe mit dem fertig zubereiteten Essen zum Warmhalten obenauf gestellt, wo sie bis zum Ende des Sabbat verbleiben. Die Abdeckung der Heizstelle vermeidet die direkte Wirkung des Herdes auf die Speise, verhindert den Blick auf die Wärmequelle und schließt eine Kochtätigkeit des Menschen aus.
Es gibt das einfache Blech aus unterschiedlichen Metallen sowie ein Wasser- (oder Un-)Blech mit abgedecktem flachem Wasserreservoir.

Der Begriff stammt aus der jiddischen Sprache wird auch in der englischen Sprache als Lehnwort benutzt. 

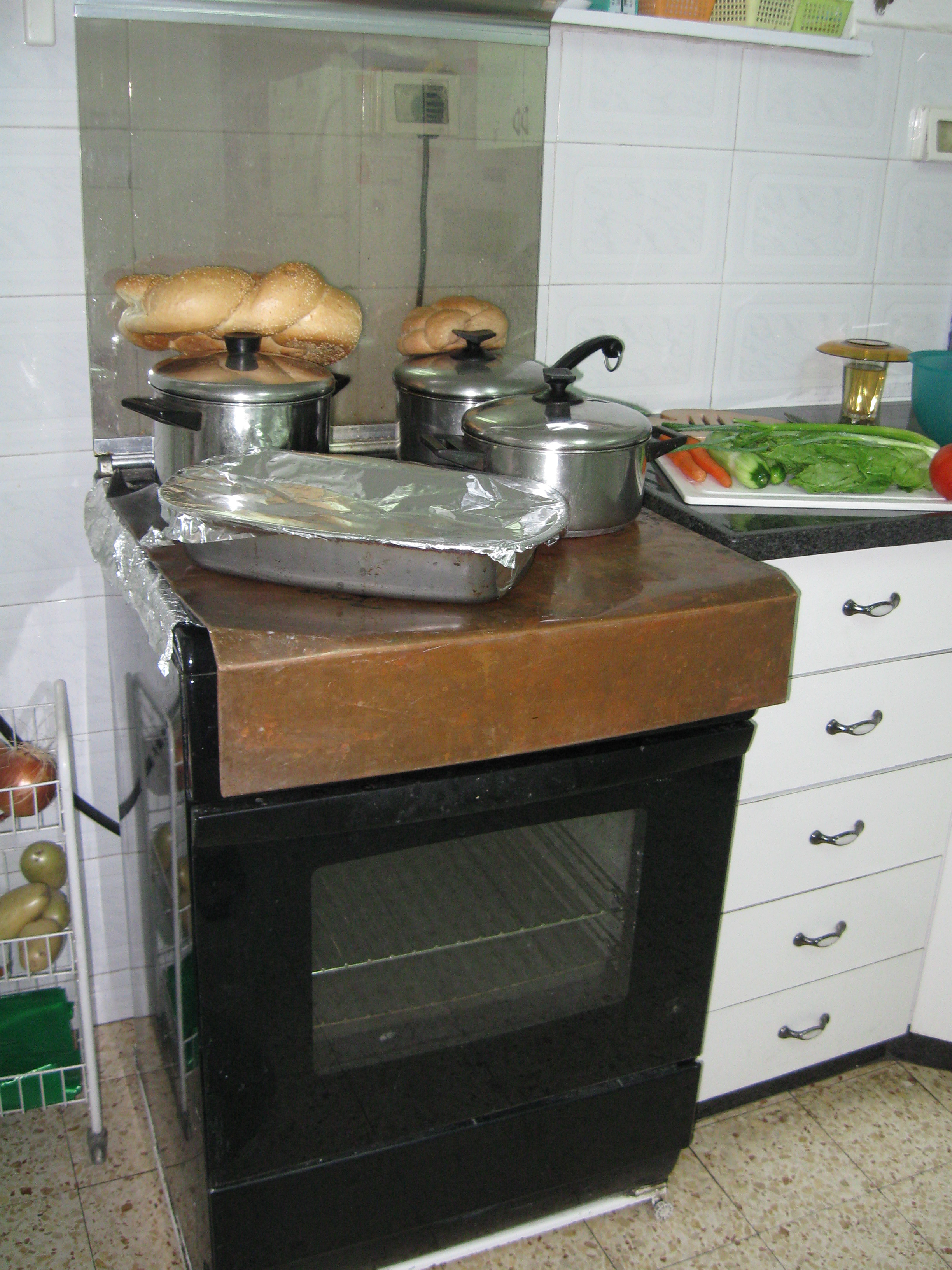
Ein Kupferblech bedeckt eingeschaltete Herdplatten, um Speisen für das Schabbatmahl warm zu halten

## Benutzung
Gemäß Rabbiner Fishel Jacobs The Blech Book—The Complete & Illustrated Guide To Shabbos Hotplates (Das Blech-Buch – Der vollständige und bebilderte Führer zu Sabbat-Heizplatten) gibt es folgende Maßgaben:
- Die Speisen, einschließlich Wasser, sollten vollständig zubereitet sein.
- Die Gasflammen oder der elektrischen Regler des Herdes sollten eingeschaltet sein. Das Blech wird darauf platziert. Als Alternative kann eine spezielle Sabbat-Heizplatte ohne Temperatur-Einstellung genutzt werden, die kein Blech benötigt.
- Der Topf mit der Speise wird auf das Blech gestellt. Es ist erlaubt,  einen weiteren Topf darauf zu stapeln.
- Der Topf auf dem Blech oder der andere darauf gestapelte Topf darf mittels eines Handtuches, Stoffes oder einer Decke zur Wärmeisolierung abgedeckt werden. Eine Seite des Topfes soll dabei teilweise unbedeckt bleiben.

Während des Sabbat dürfen Töpfe nach Bedarf vom Blech genommen werden. Danach können sie unter folgenden Bedingungen wieder auf das Blech gestellt werden:
- Töpfe sollen in der Absicht vom Blech genommen werden, sie danach wieder zurückzustellen. Dabei müssen sie die ganze Zeit über gehalten werden, ohne sie auf einer anderen Oberfläche abzustellen. Ein schwerer oder unhandlicher Topf darf teilweise auf einer anderen Oberfläche stehen, während er gehalten wird, wenn es nicht anders möglich ist.
- Die vollständig zubereitete Speise muss im gleichen Topf verbleiben und muss währenddessen immer wenigstens einen Teil der  ursprünglichen Erwärmung behalten.

Den Topf, in welchem sich eine warme Speise am Schabat befindet, nennt man (כֵּלִי) „Keli“. Es wird zwischen drei כֵּלִים Kelim unterschieden:
- Keli Rischon (כלי ראשון), der Topf auf der Feuerquelle (hier: Blech)
- Keli Scheni (כלי שני), ein „zweites Geschirr“, in welches das Essen vom Keli Rischon gelangt, beispielsweise ein Suppentopf
- Keli Schlischi (כלי שלישי), ein „drittes Geschirr“, in welches das Essen zum Schluss gelangt, beispielsweise ein Teller oder eine Tasse.

Hierzu gibt es detaillierte Vorschriften, wie Speisen unterschiedlicher Temperatur vermischt werden dürfen, während sie sich auf dem Blech befinden und wie die Speise letztlich vom Blech auf den Tisch kommt.
Zur Zulässigkeit des Blechs und der genauen Art seiner Benutzung, zum Beispiel hinsichtlich des Aufwärmens vorgekochter Speisen, gibt es unterschiedliche Auffassungen. Unabhängig davon sind das Blech und seine Alternativen unter strenggläubigen Juden weiterhin verbreitet.

## Alternativen
Ein Unblech oder englisch water blech (Wasser-Blech, auch: K’deira Chayasa) wird ebenfalls zum Warmhalten vorgekocher Speisen verwendet, ist aber aus Sicht der jüdischen Gesetze anders zu betrachten als ein einfaches Blech. Es besteht aus einem flachen, ebenen Wasserbehältnis und einer weiteren Metallplatte, die dieses abdeckt und auf deren Oberfläche die Töpfe stehen. Aus Sicht der Halacha ist es wie ein Behälter für heiße Lebensmittel (hier: Wasser) zu bewerten. Die Oberflächentemperatur ist auf die Temperatur kochenden Wassers begrenzt, während ein einfaches Blech höhere Temperaturen entwickeln kann.
Weitere Alternativen für das Blech sind Schongarer („Slow Cooker“) mit Keramikeinsatz, die ebenfalls ein langes Warmhalten von Speisen ermöglichen, elektrische Warmhalteplatten oder Wärmeschränke. Diese Geräte funktionieren unabhängig vom normalen Küchenherd. Bevorzugt werden nicht regulierbare Geräte oder solche, bei denen Regler abdeckbar oder entfernbar sind. Um Speisen im Backofen warm zu halten, verfügen viele moderne Geräte über einen Sabbat-Modus, der einen sicheren Dauerbetrieb ohne Eingreifen der üblichen Abschaltautomatik nach einigen Stunden ermöglicht.

## Unfälle und Brandsicherheit
Die meisten Herde sind nicht für eine Dauernutzung oder eine Nutzung unter einer Abdeckung konstruiert. Neben einer Brandgefahr durch Überhitzung besteht das Risiko eines Gasaustrittes. Tücher und Stoffe, die zur Abdeckung von Speisen auf Blech oder Wärmeplatten platziert werden, können Feuer fangen.
Im Jahre 2015 kamen bei einem durch eine elektrische Warmhalteplatte am Sabbat verursachten Feuer sieben Kinder in Brooklyn, New York City ums Leben. In den 15 Jahren davor kam es zu mindestens vier weiteren Bränden während des Sabbat, verursacht durch Vorrichtungen zum Warmhalten von Speisen oder durch Kerzen, die ebenfalls wegen der Sabbat-Gesetze brennen gelassen wurden. Nach dem Feuer des Jahres 2015 verteilte das New York City Fire Department ein Merkblatt für strenggläubige jüdische Bürger, um für das Thema Brandsicherheit zu sensibilisieren und zur Anschaffung von Rauchmeldern zu ermuntern. Dies führte zu einem Anstieg der Verbreitung von Rauch- und Brandmeldern unter der jüdischen Bevölkerung in Brooklyn. Auch die US-amerikanische Vereinigung für den Brandschutz (NFPA) hat ein Merkblatt mit Warnhinweisen zu Schutzmaßnahmen während des Sabbat herausgegeben. Das israelische Energieministerium warnt grundsätzlich vor der Nutzung des Blech.